# Angel Sanctuary
Angel Sanctuary (яп. 天使禁猟区, укр. Святи́лище а́нгела) — фентезійна сьодзьо манґа автора й ілюстратора Каорі Юкі. Спочатку публікувалася по частинах в журналі Hana до Yume з липня 1994 р. по лютий 2000-го, розділи зібрані і опубліковані в двадцяти томах видавництвом Hakusensha у лютому 1995—2001 рр.
Сюжет манґи зосереджений на ангелі Алексіель, який постав проти Небес, реінкарнувався в юнака Сецуна Мудо, оголошеного пізніше «Месією», і його боротьбі з грішними небесними ангелами. Після смерті своєї сестри хлопець проходить через пекло і небеса, щоб возз'єднатися з нею.
Angel Sanctuary ліцензоване студією Viz Media для англомовного релізу в Північній Америці. Viz публікувало манґу з березня 2004 р. по червень 2007-го. Манґа адаптована в три OVA-епізоди аніме-студіями Bandai Visual і Hal Film Maker, вони були призначені для введення сюжету відносно манги, а не як самостійне аніме.
Як манґа, так і аніме не рекомендовані до перегляду неповнолітнім. Однією із сюжетних ліній аніме є любов і сексуальні відносини рідного брата і сестри. Хоча постільна сцена не була показана цілком, прелюдія до інцесту стала найзнаменитішою і характерною сценою цього аніме, що викликала широкий резонанс серед глядачів.

## Сюжет
У цьому серіалі Ассія (Земля) і верхні рівні пекла (Геєнна) є дзеркальним відображенням один одного. Як людство забруднило і знищило Землю, так і землі Пекла також почали слабшати. Скориставшись зникненням свого творця і ослабленням його ворогів, ангели небесні розпочали війну з расою Зла (група демонів, які відвернулися від Диявола, Люцифера і Бога, вони живуть в геєні і поклоняються «Святим богам-драконам»), знищуючи більшість із них. При цьому ангели воюють жорстоко і несправедливо. Вони здійснюють мерзенні злочини та вбивства під ім'ями Бога і праведності. Це глибоко неприємно органічному ангелу Алексіель. Вона відчуває, що зло чистіше в своїх діях, тому що воно не використовує примхи, щоб покрити свої злочини. Вона приєднується до сторони Зла і оголошує офіційний бунт проти Бога.
Війна приходить до кульмінації і кінця, коли Алексіель бореться проти свого брата Розіеля. Раніше останній дізнався, що він зникає, і його розум буде повільно гнити. Він підійшов тоді до сестри, щоб запитати її, чи вб'є вона його, поки він сходить з розуму, на що дівчина-воїн погоджується. Проте стається так, що Розіеля запечатали всередині Ассіі, а Алексіель зловив Ангел Страшного Суду Уріель.
Через свої злочини Алексіель засуджена на найсуворіше покарання: її душа і тіло розділені. Тіло заморожено в ангельському кристалі і замкнено в глибинах, душа засуджена до втілення зі смертною людиною. Через це Алексіель постійно відчуває людські емоції, біль і, таким чином, страждає. Її душа постійно перероджується в людських тілах, які завжди вмирають молодою насильницькою смертю, знову і знову, як ізгой суспільства. У сюжетній лінії вона інкарнується у хлопця на ім'я Сецуна Мудо. Він — проблематичний школяр-злочинець, який закоханий у свою сестру (що, таким чином, посилює ефект емоційної болі для Алексіель). Бог мертвий, кінець світу вже близький, тільки падший ангел Алексіель зі своєю неймовірною силою і підліток Сецуна, який повинен врятувати людство згідно з пророцтвом з Чорної книги одкровення, можуть захистити від Апокаліпсису. Ангели і демони стікаються в місто до пробудження Алексіель, щоб розпочати битву. І на цьому фоні тісно переплітаються мораль, людські вчинки, дружба і кохання.

## Медіа

### Манґа
Розділи Angel Sanctuary з'являлися двічі на місяць як серії в манґа-журналі Hana Yume з 20 липня 1994 р. по 5 листопада 2000. Видавництво Hakusensha зібрало опубліковані сто двадцять розділів в двадцяти пов'язаних між собою томах з лютого 1995 р. по лютий 2001-го. Hakusensha пізніше перевидало Angel Sanctuary в десяти томах — з 14 червня 2002 по 13 червня 2003.
Angel Sanctuary ліцензоване Viz Media для англомовного релізу в Північній Америці, серія опублікована з березня 2004-го по 12 червня 2007. Angel Sanctuary переведена різними мовами, в тому числі китайська, німецька, італійська, польська, угорська, французька, російська та іспанська.

### OVA
Трьохсерійна OVA спродюсована студіями Bandai Visual і Hal Film Maker. Bandai Visual випустило три серії з 25 травня 2000-го по 25 серпня 2000.

## Сприйняття
Манґа Angel Sanctuary була номінована на головний приз першої премії Sense of Gender Award у 2001 році. 15 томів англомовного видання манґи потрапило у список ICv2 100 найбільш продаваних графічних новел. Французький переклад також став бестселлером.